# Occidozyga martensii
Espèce
Synonymes
- Phrynoglossus martensii Peters, 1867

Statut de conservation UICN

 LC  : Préoccupation mineure
Occidozyga martensii est une espèce d'amphibiens de la famille des Dicroglossidae.

## Répartition
Cette espèce elle se rencontre se rencontre en Malaisie, en Thaïlande, au Cambodge, au Laos, au Viêt Nam et en Chine dans les provinces du Yunnan, du Guangxi, du Guangdong et de Hainan entre 10 et 1 000 m d'altitude .
Sa présence est incertaine au Birmanie.

## Description
Cette petite grenouille mesure de 1,5 à 2 cm.

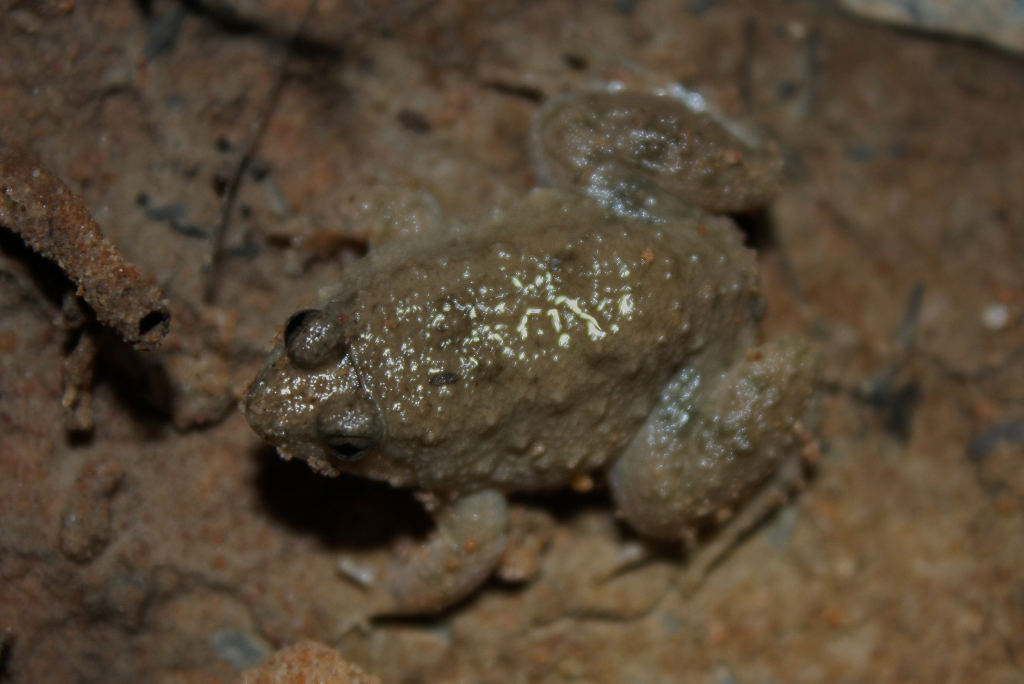
Occidozyga martensii près du site archéologique d'Angkor, Cambodge

On la trouve dans les trous d'eau près des rivières et des ruisseaux des forêts.

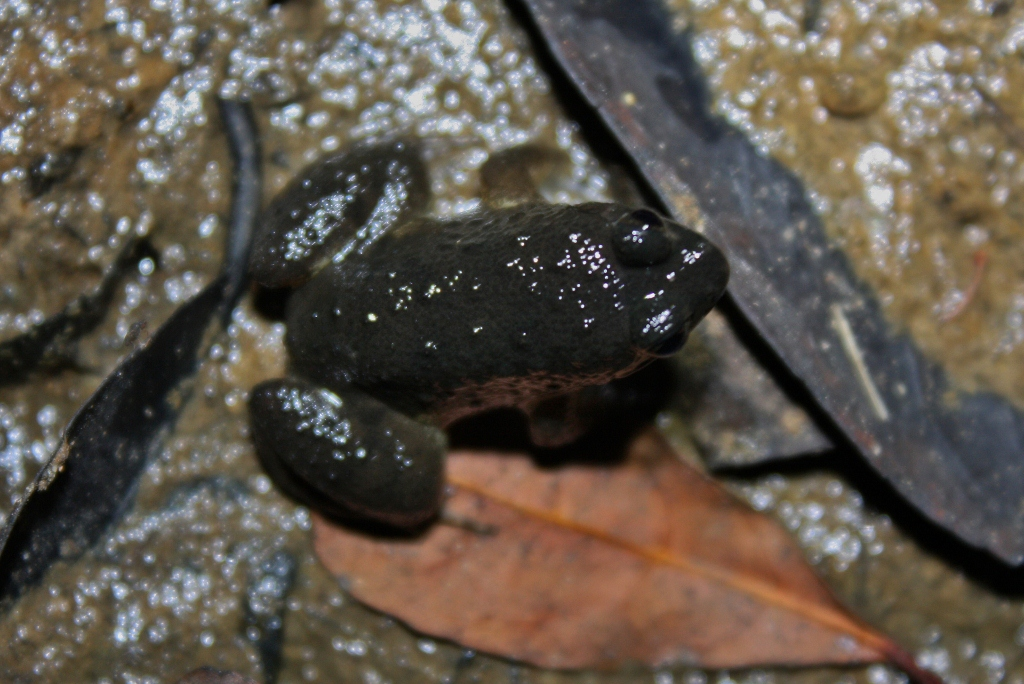
Occidozyga martensii, province de Sa Kaeo, Thaïlande

## Étymologie
Cette espèce est nommée en l'honneur d'Eduard Carl von Martens.

## Publication originale

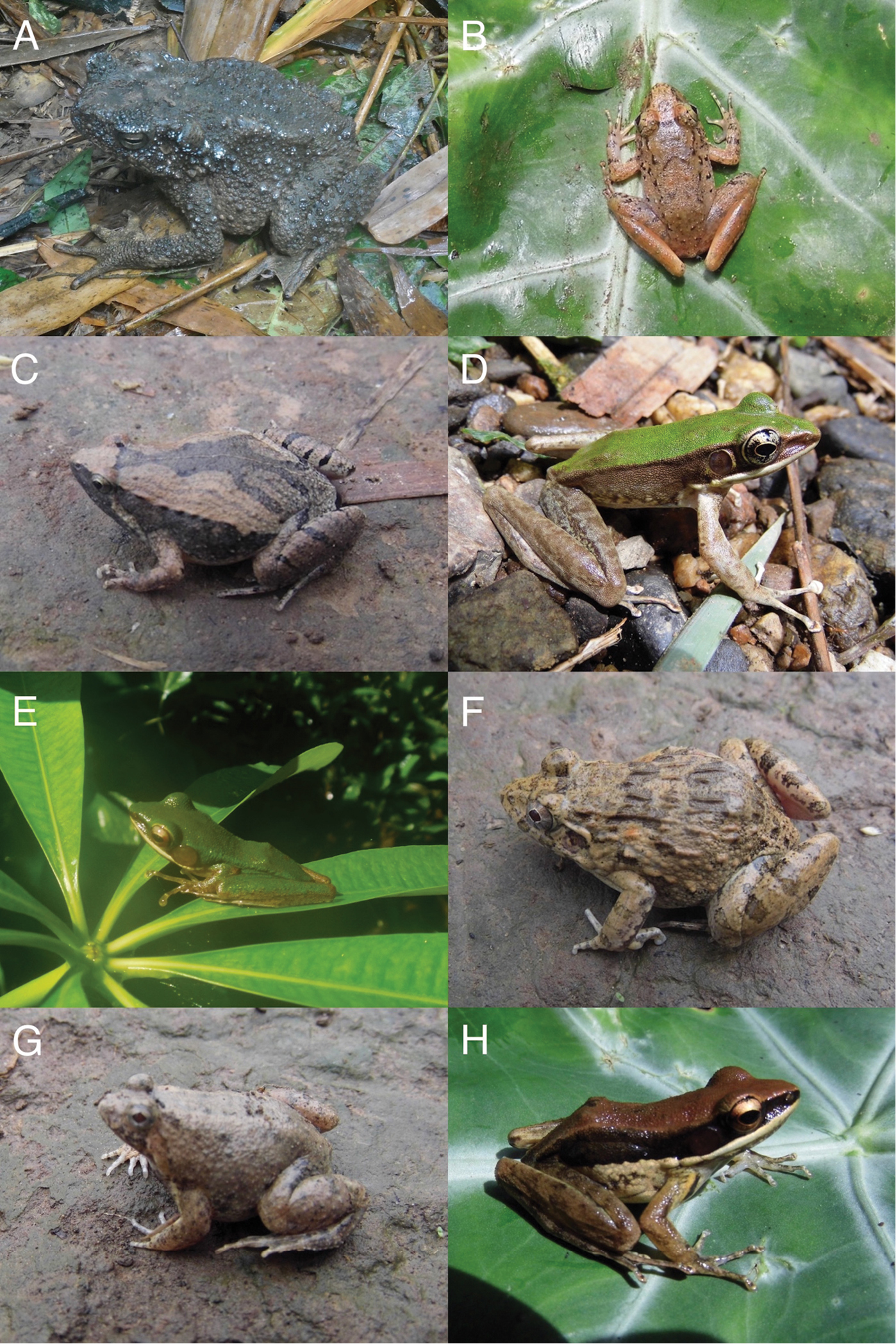
Photographies d'amphibiens lors d'un voyage d'étude, région de Tenasserim, Birmanie : A Phrynoidis aspera ; B Limnonectes doriae ; C Microhyla fissipes ; D Odorrana hosii ; E Chalcorana eschatia ; F Fejervarya sp. ; G Occidozyga martensii ; H Sylvirana malayana

- Peters, 1867 : Herpetologische Notizen. Monatsberichte der Königlichen Preussischen Akademie der Wissenschaften zu Berlin, vol. 1867, p. 13-37 (texte intégral).